# George Bennard
George Bennard, evangelist och sångförfattare. Född 4 februari 1873 i Youngstown, Ohio, död 10 oktober 1958. Fadern avled när Bennard var 16 år, och eftersom han var äldsta barnet och ende sonen fick han genast börja arbeta för familjens uppehälle. I unga år blev han officer i Frälsningsarmén, men några år senare övergick han till Metodistkyrkan. George Bennard dog i sitt hem i Reed City, Michigan.

## Psalmer
- På en avlägsen höjd
- Skördens Herre höres ljuvligt kalla